# Phil Gillies
Philip Andrew Gillies (sinh ngày 7 tháng 5 năm 1954) là một cựu chính khách ở Ontario, Canada. Ông phục vụ trong Hội đồng Lập pháp Ontario từ năm 1981 đến 1987 với tư cách là một người Bảo thủ Tiến bộ, và là một bộ trưởng nội các trong chính phủ của Frank Miller.

## Tuổi thơ
Cuộc sống và giáo dục của Gillies là ở Queenborough ở Kent, Anh. Gia đình ông chuyển đến Brantford, Ontario, Canada khi ông bảy tuổi. Gillies đã học tiểu học và trung học ở đó. Ông đã hoàn thành giáo dục của mình tại Đại học Western Ontario và làm việc như một giám đốc quảng cáo.